# Busuanga
Busuanga ist die größte nördliche Insel des Distrikts Palawans (Philippinen). Sie zählt zur Inselgruppe der Calamian.

## Geographie
Die Insel hat eine Fläche von 890 km². Sie ist über 64 km lang vom Abanaban Point im Nordwesten bis zum Bocao Point im Südosten, bei einer maximalen Breite 26 km. Im Nordwesten liegt die Calauit-Halbinsel. Höchste Erhebung ist der Tundalara mit 640 Metern im Osten.
Die Insel verteilt sich auf die Gemeinden Busuanga (westliches Drittel) und Coron (östlicher Teil). Zu diesen Gemeinden gehören auch kleinere Nebeninseln der Insel Busuanga.
Im Nordosten grenzt Busuanga an die Mindoro-Straße mit den Nanga-Inseln und dem Apo-Riff, dahinter liegt die philippinische Hauptinsel Mindoro. Im Süden befinden sich die Inseln Culion, Bulalacao und Coron.
Etwas verwirrend sind die identischen heutigen Namen einiger Orte und Inseln. Da gibt es die Insel Busuanga mit den Orten Old Busuanga, New Busuanga und Coron. In Sichtweite südlich vom Ort Coron liegt die Coron-Bucht und die Insel Coron.
Der Name Busuanga entstammt einer alten chinesischen Handelssprache (9. Jh.): Paki-nung, die Calamien wurden Kia-ma-yan (13./14. Jh.: Kaimayen) genannt.

## Bevölkerung
Die Bevölkerung betrug im Jahr 2007 rund 56.500 (45.000 im Jahr 2000). Coron ist die Hauptstadt und mit etwa 30.000 Einwohnern zweitgrößte Stadt der Provinz Palawan. Auf der Insel leben Tagbanuwa, die eine einzigartige Schrift verwenden.

## Tiere
Auf der Insel kommt der Calamian-Hirsch und eine besondere Ratte, Rattus tiomanicus, vor.

## Wracktauchen

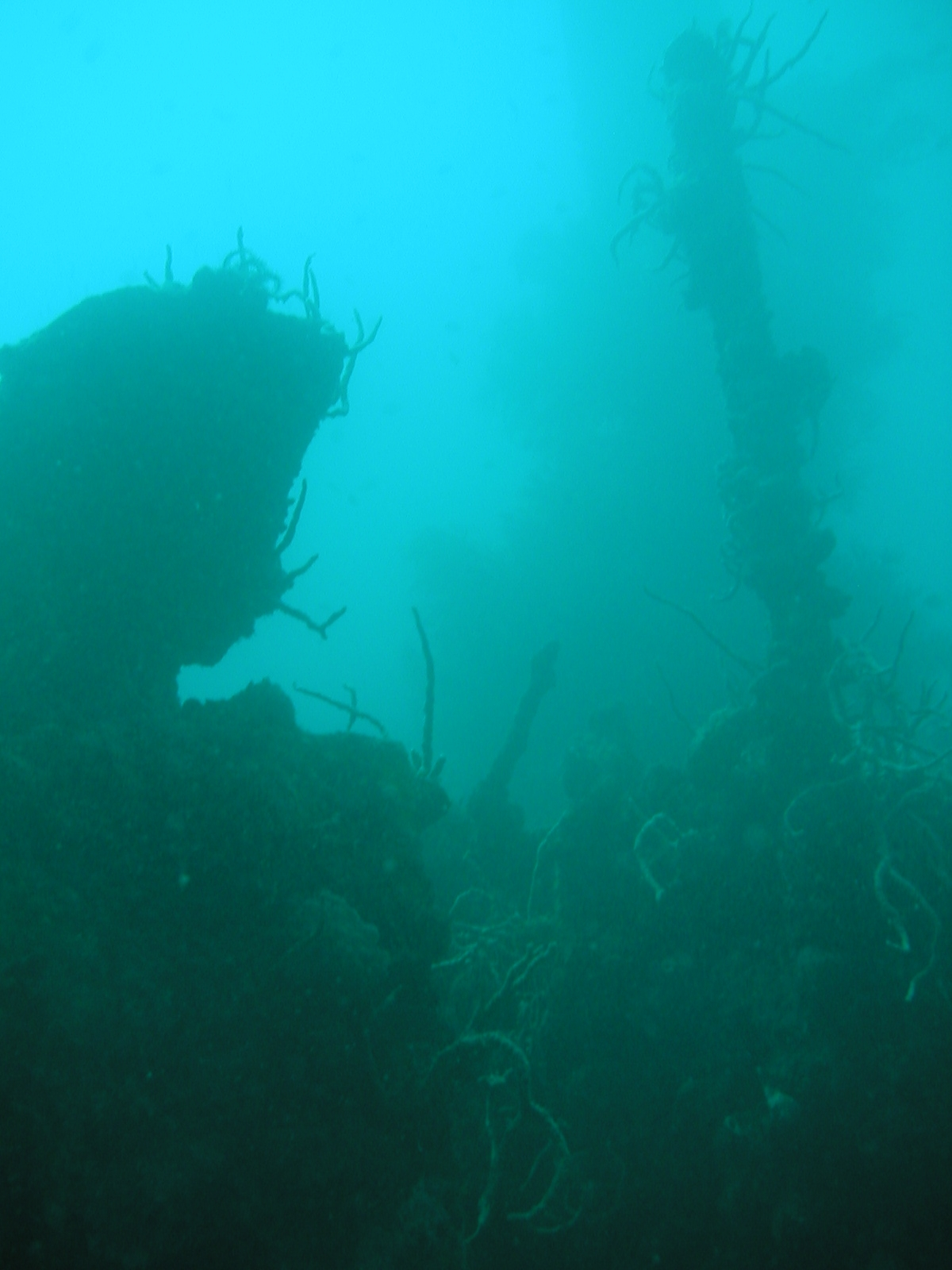
Wrack in der Coron-Bucht

Die zwischen Busuanga und Coron gelegene Coron-Bucht ist bei Tauchern durch 10 japanische Schiffswracks berühmt. Dieser Tauchplatz gehört zu den besten der Welt.
Ca. 25 km nordwestlich der Insel wurde 1996 die Lena Shoal Dschunke gefunden und deren Ladung gehoben.

## Wildreservat
Auf der Calauit-Halbinsel erstreckt sich auf 34.000 ha ein Wildreservat, das „Calauit Game Preserve and Wildlife Sanctuary“. Es ist ein privates Naturreservat und ein offener Zoo mit 70 Giraffen und zahlreichen anderen afrikanischen Tieren wie Zebras oder Impalas. Man kann sich wie in Afrika auf „Safari“ begeben. Hier findet sich die größte Population von Calamian-Hirschen.

## Verkehrsanbindung
Es bestehen tägliche Flugverbindungen mit Philippine Airlines, Cebgo, Skyjet Airlines, AirSwift und Cebu Pacific nach Cebu, Angeles City, Manila, El Nido und Puerto Princesa. Wöchentliche Fährverbindungen bestehen nach El Nido, größere Fähren (2Go Travel Ferry, Superferry und Negros Ferry) stoppen hier auf ihrem Weg von und nach Manila und Puerto Princessa. Es besteht auch die Möglichkeit mit selbst gecharteten Bangkas (Auslegerbooten) nach El Nido zu fahren. Dies ist allerdings nur bei absolut guten Wetterbedingungen zu empfehlen.